# Magstatt-le-Haut
Magstatt-le-Haut je občina v departmaju Haut-Rhin francoske regije Alzacija.
Leta 1990 je v občini živelo 210 oseb oz. 54 oseb/km².